# August Klett (Künstler)
August Klett (geboren 1864 oder 1866 in Heilbronn; gestorben 1928 in Weinsberg) war ein deutscher Art-brut-Künstler. Er gehörte zu den „schizophrenen Meistern“, wie ihn der Psychiater Hans Prinzhorn in seinem Buch „Bildnerei der Geisteskranken“ porträtierte. Das Pseudonym Klotz bzw. August Klotz wurde von Prinzhorn zur Anonymisierung vergeben.

## Leben
Kletts Vater war ein wohlhabender schwäbischer Kaufmann. Der junge Klett besuchte Gymnasium und Handelsschule und absolvierte den Wehrdienst. Danach war er viele Jahre für das väterliche Geschäft in Antwerpen, Brüssel und London als Wein- und Sektverkäufer tätig. Er führte ein ausschweifendes Leben. Abgesehen von einer Gonorrhoe war er bis zu einem Grippeanfall im Jahr 1903 gesund. Nach dieser Krankheit und einer gescheiterten Liebesaffäre fiel er in eine tiefe Depression, während der er halluzinatorische Stimmen hörte, die ihn beleidigten. Er unternahm einen Selbstmordversuch, indem er sich mit einem Messer den Unterleib aufschnitt.
Klett wurde in eine psychiatrische Anstalt in Göppingen eingewiesen, wo er laut Krankenakte im August 1903 künstlerisch tätig war. 1905 wurde Klett als „unheilbar krank“ in die Königliche Heilanstalt Weinsberg überwiesen, wo er bis zu seinem Tod blieb.

## Künstlerisches Wirken
Klett rieb mit Fett Zahlen in seine Tapete und nannte sie „Freimaurerzeichen“. Er erstellte Diagramme, in denen Buchstaben mit Zahlen korrespondierten, deren Summen Farben entsprachen. Er liebte Wortspiele. Dies findet sich auch in seinen Zeichnungen und Aquarellen wieder. Er erfand oft lange zusammengesetzte Substantive, wie z. B. „Halmdolchfischgradtropfenweiß“ oder „Phosphorfruchtknotenblausäureeiskornkälte“, und seine Bilder können auch eine doppelte Bedeutung haben. Ein Beispiel dafür ist Kletts Zeichnung Wurmlöcher, die der Kunsthistoriker Roger Cardinal folgendermaßen beschreibt: „Ein Kopf im Profil mit gewelltem Haar, in das Fingerspitzen, Würmer und Raupenköpfe integriert sind. Ein anderer Teil des Kopfes stellt Nonnen und Flamingos nebeneinander.“
Im Gegensatz zu den meisten Outsider-Künstlern war Klett in seinem Werk wenig konsistent. Manchmal begann er eine Zeichnung, indem er einen Stein auf ein Blatt Papier legte und eine Linie um ihn herumzog. Prinzhorn sah in ihm ein leuchtendes Beispiel für den schöpferischen Impuls in seiner elementarsten Form. „Er lässt sich stets von momentanen Impulsen leiten, so dass seine Bilder in der Regel die unbewussten Komponenten des Bildschaffens in einer seltenen Reinheit enthalten ... er komponiert völlig passiv, fast wie ein Zuschauer, und versucht danach, seine Konfigurationen zu interpretieren“.

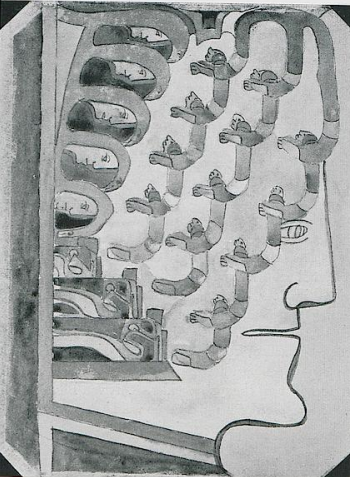
Wurmlöcher (1922)
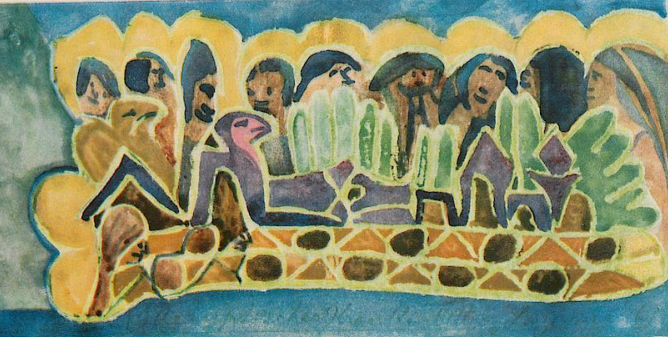
Ägyptisches Krankenbett (1922)
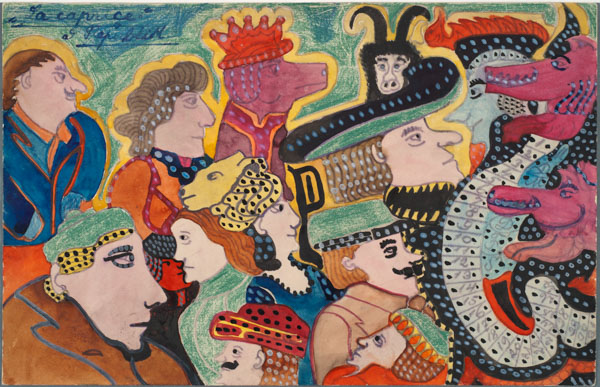
La capric (1923)
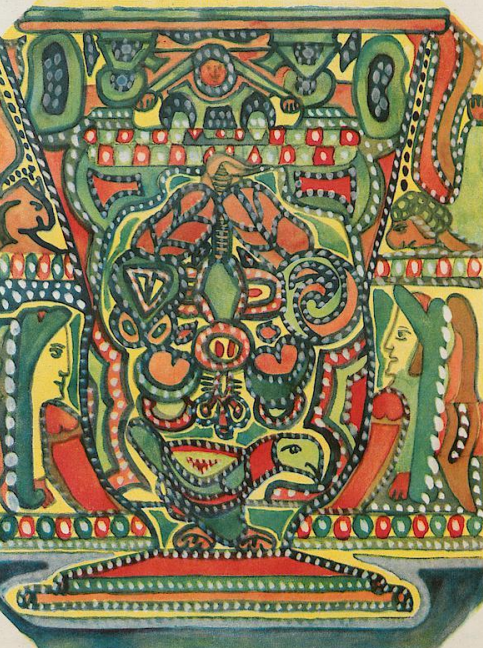
Spielerisch-dekoratives Blatt (1922)
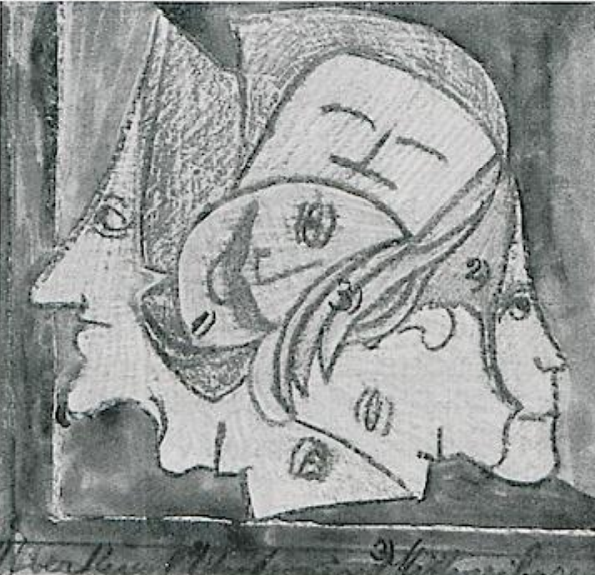
Sechs Gesichter (1922)

## Künstlerische Bewertung
1950 besuchte Jean Dubuffet – der Erfinder der Kunstgattung Art brut – die Sammlung Prinzhorn und bewertet August Klett neben Hermann Behle und Johann Knopf sehr positiv. Die anderen von Prinzhorns „schizophrenen Meistern“ hielt er für uninteressant.
Der zeitgenössische Komponist Steffen Schleiermacher aus Leipzig ist so fasziniert von Kletts Texten und Bildern, dass er sich von ihnen zu eigenen Werken inspirieren lässt.

## Ausstellungen
Bilder von August Klett wurden posthum in folgenden Ausstellungen gezeigt:
- 2005/2006: Harald Szeemann erfindet die Sammlung Prinzhorn, Sammlung Prinzhorn, Heidelberg
- 2006: wahnsinn sammeln, Sammlung Prinzhorn, Heidelberg
- 2007: Wahnsinn Sammeln, Ernst-Barlach-Haus, Hamburg
- 2009: Prinzhorn Collection, Museum Stift Admont, Österreich
- 2009: Prinzhornova Sbrirka, art brut z legendární kolekce německého psychiatra (Sammlung Prinzhorn, Art Brut aus der legendären Sammlung eines deutschen Psychiaters), Galerie der Stadt Prag, Tschechien[12]
- 2009/2010: Surrealismus und Wahnsinn, Sammlung Prinzhorn, Heidelberg
- 2011: Von Kirchner bis heute. Künstler reagieren auf die Sammlung Prinzhorn, Sammlung Prinzhorn, Heidelberg
- 2013: Geistesfrische. Alfred Kubin und die Sammlung Prinzhorn, Landesgalerie Linz, Österreich
- 2017: Geistesfrische. Alfred Kubin und die Sammlung Prinzhorn, Sammlung Prinzhorn, Heidelberg
- 2019/2020: Die Sammlung Prinzhorn. Art Brut vor der Art Brut, Museum Gugging, Maria Gugging, Österreich[13]